# T.O.P. (ラッパー)
T.O.P.（ティー・オー・ピー）は、日本のラッパー。神奈川県横浜市中区本牧出身。R-RATED RECORDS所属。

## 略歴
京都府生まれ横浜市育ち。2005年、ラップ・グループTHUG FAMILYを結成、DENと565率いるLEGENDARY INC.と契約しアルバムを発売。2012年、DJ 8MANとユニットTHUGMINATIを結成、RYUZO率いるR-RATED RECORDSと契約。その後、ソロデビュー。

## 人物
双子の弟にラッパーのCRACK SHORTYがいる。 

## 主な活動歴
- 2012年、MixCD『NEW WORLD MURDER THE MIXTAPE』を発売。
- 2013年、MixCD『NEW WORLD MURDER THE MIXTAPE Vol.2』を発売。
- 2014年、1stアルバム『UNDERWORLD ANATOMY』を発売。

## 作品

### アルバム
- 『100% THUG』（2008年12月17日）
- 『UNDERWORLD ANATOMY』（2014年4月23日）

### MixCD
- 『NEW WORLD MURDER THE MIXTAPE』（2012年3月14日）
- 『NEW WORLD MURDER THE MIXTAPE Vol.2』（2013年10月2日）